# عجلة فالكيرك

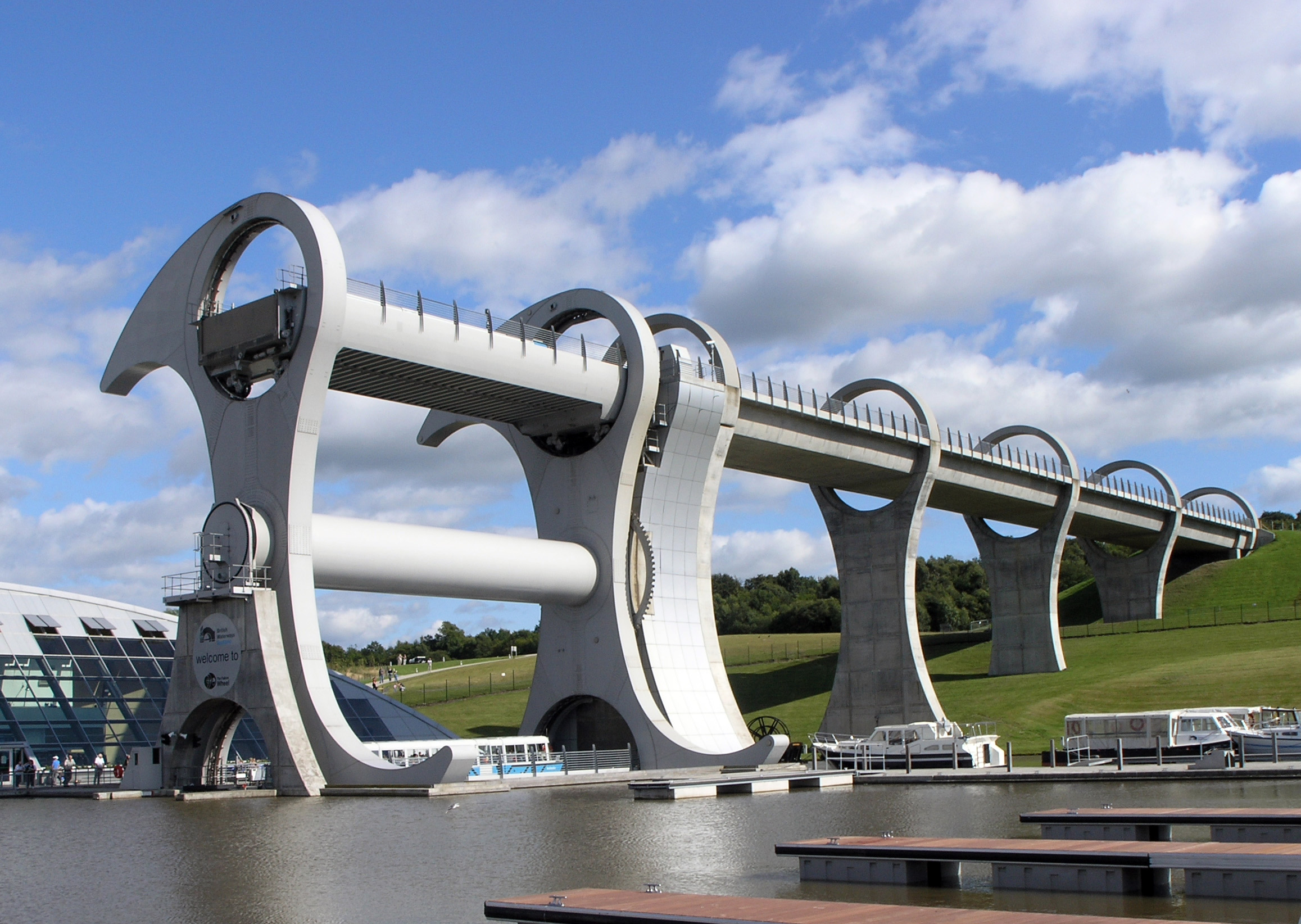
تعليق

عجلة فالكيرك (بالإنجليزية: Falkirk Wheel)‏ هي معلم هندسي في اسكتلندا وهي عجلة ترفع القوارب من جهة إلى أخرى وتربط بين القناة الرابعة وقناة كلايد مع قناة الاتحاد، حيث يمكنها الدوران 180 درجة لرفع القارب ويبلغ ارتفاعها 115 قدم تم الافتتاح في 24 مايو عام 2002 من خلال الملكة اليزابيث الثانية كجزء من احتفالات اليوبيل الذهبي، وقد جاءت الفكرة لاختصار مسافة 1.5 كيلومتر بين القناتين، تستغرق عملية الدوران 5 دقائق ونصف، وتستهلك 1.5 كيلووات فقط من الكهرباء ويبلغ قطر العجلة 35 متر وتتكون من ذراعين، في كل ذراع منهما صندوق مملوء بالماء يدخل فيه القارب المراد نقله، وقد كلف المشروع بأكمله 122 مليون دولار).

## معرض صور

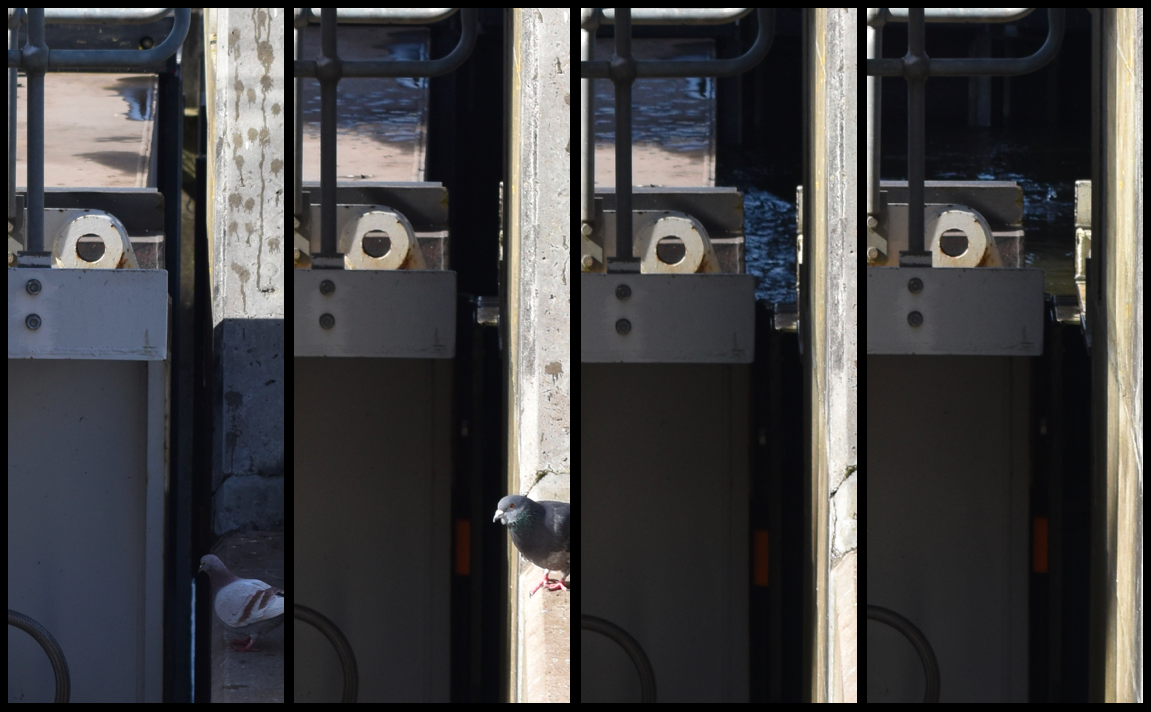
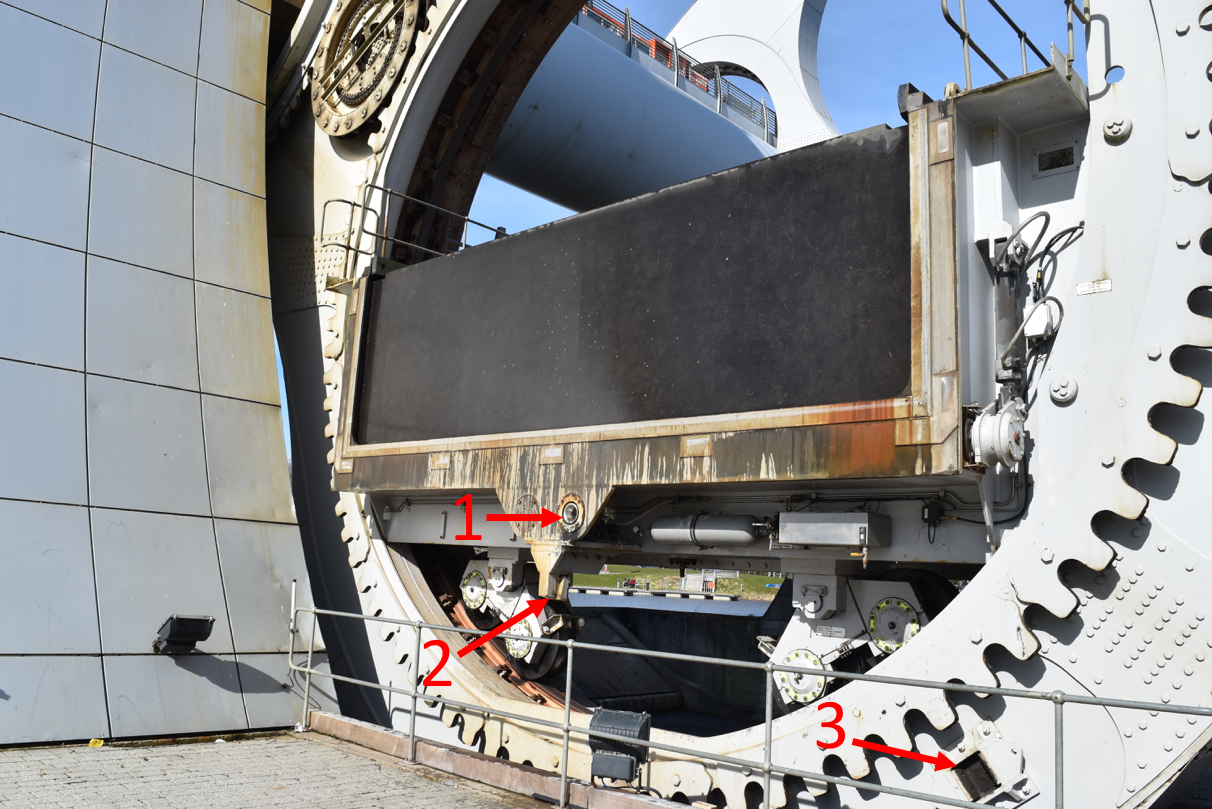
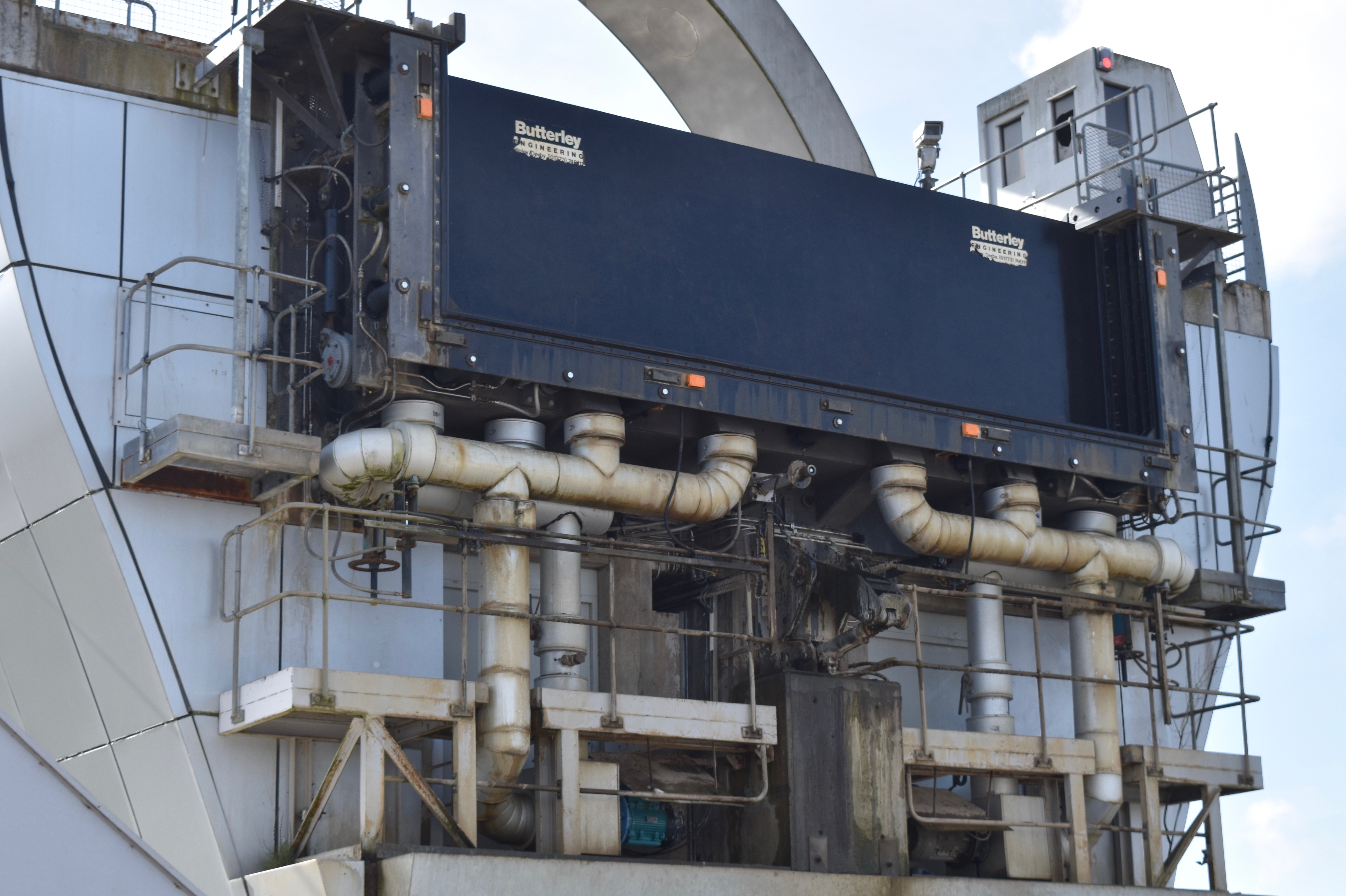
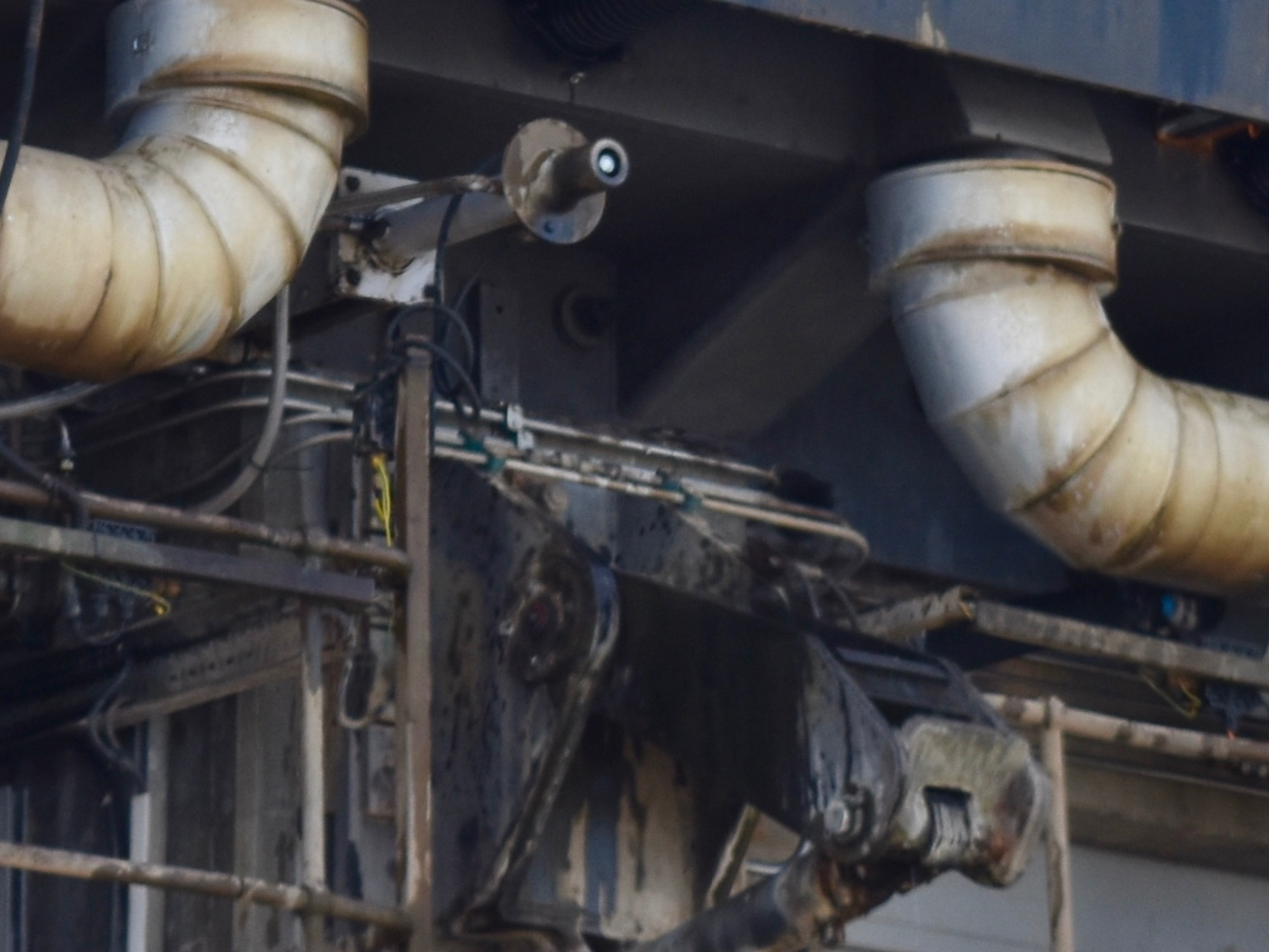